# Motion comic
Un motion comic (cómic en movimiento o cómic animado en español) es una forma de animación que combina elementos de libros de cómic impresos y animación. Los paneles individuales están expandidos en un plano o cuadro completo mientras que los efectos de sonido, la voz y la animación son añadidas a la obra original. Las cajas de texto y las burbujas de efecto de sonido son típicamente sacadas para presentar mejor la animación de la obra original. Los cómics animados son a menudo liberados como series cortas que cubren un arco narrativo de una serie de larga duración o animando una sola publicación de una novela gráfica. 

## Historia
Los ejemplos más tempranos de cómics animados son encontrados en creaciones independientes como Santos Rotos (2001). Aun así, el concepto era plenamente perfilado a mediados de la década de 1960 por autor de ficción de ciencia Philip K. Dick en su novela El Zap Pistola, una expansión de su novela Proyecto Plowshare, el cual estuvo escrito en 1964 y primeramente publicado como serie en noviembre de 1965 y enero de 1966 en la revista asuntos de Mundos De Mañana. En la novela de Dick, los diseñadores de armas del futuro son médiums, quiénes crean sus diseños nuevos en estados de trance. Los diseños de las armas son extraídos telepáticamente de un libro de cómic animado, El Hombre Cefalópodo Azul de @Titan, creado por el artista loco italiano Oral Giacomini. Dick describe tanto al storyline y como los cuadros animados de este libro de cómic detalladamente.

La animación similar a la presentada en la serie Los Super Héroes de Marvel.

A mediados de 1960, Marvel Cómics Animation utilizó la técnica para el espectáculo televisivo Los Super Héroes de Marvel. El trabajo de arte de los comics books publicados originalmente fue aumentado con voces, música, y una cantidad pequeña de animación. El término cómic animado no existía todavía.
En 1982, la cinta de cómic Jane fue hecha como serie de televisión por BBC. Presente secuencias breves de una aproximación estilizada a cuadros de cómic, en parte hechos con animación, en parte con actores en un entorno dibujado vía chroma key.
En 2005, Lions Gate lanzó una versión animada del cómic Saw: renacimiento, uno de los primeros ejemplos de un cómic animado creado para ligar a una franquicia de película. Los primeros cómics animados lanzados, que también es el primer uso del término "motion comic, fueron lanzados por Warner Bros., el dueño de #DC Cómics para coincidir con las premiers de las películas del Caballero Oscuro y Watchmen, liberando una adaptación de Batman: Amor Loco y Watchmen: Motion Ccmics, adaptando el comic book del mismo nombre. En 2010 un cómic animado  llamado Inception: El trabajo de Cobol fue lanzado como precuela y prólogo a la película Inception. En 2012 un cómic animado precuela de la película Dredd fue hecho para mostrar los orígenes del antagonista principal de la película, Ma-Ma.
Marvel Comics ha liberado cómics animados usando una compañía propiedad de  Neal Adams. El primer lanzamiento fue una adaptación de Joss Whedon y Los  Asombrosos X-Men de John Cassaday  : "Dotado". Otras adaptaciones incluyen Mujer Araña: "Agente de S.W.O.R.D.", Iron Man : "Extremis", Pantera Negra, Thor/Loki: Hermanos de Sangre, Inhumans y Los Asombrosos X-Men: "Peligrosos".
Los ejemplos de otras compañías incluyen Peanuts Motion Comics, Zits Motion Comics, precuelas de Espacio muerto (Dead Space) y la "Lucy" elemento del documental de noticias de ABC Tierra 2100.
Otro ejemplo sería un cómic animado de cuatro partes basado en la serie de videojuegos Uncharted como precuela llamada Ojo de Indra, lanzado para la red de PlayStation.

## Recepción
La recepción de los cómics animados ha sido mixta. 
NewTeeVee Comentó, "Esta primera generación [de cómics en movimiento] es ciertamente cruda, pero hay bastante movimiento en estos cómics animados para mantener la atención del espectador, y hasta ahora la música y la voz actuada han sido genial. Además, el nivel de experimentación y sofisticación crecerá tanto como sean producidos."
Comicsworthreading.com preguntó,

Cuando agregas trucos de cámara y una banda sonora a un cómic, ¿sigue siendo un cómic? ¿O simplemente una pobre excusa para una caricatura, hecha a bajo precio? ¿Están llegando a una nueva audiencia, atraídos por un nuevo formato en los puntos de venta más modernos (que llegan a ellos)? ¿Acaso esos nuevos lectores hipotéticos terminarán comprando cómics en formato tradicional? ¿Podría ser esta otra forma de tratar de ganar más dinero con el mismo contenido existente anteriormente?

## Comparación a novelas visuales
La novela visual, una forma de la ficción interactiva creada en gran parte en Japón (y también constituyendo la mayoría de los juegos de PC vendidos en el país), hace uso similar de transiciones animadas entre imágenes gráficas quietas para propósitos narrativos. Novelas visuales, las cuales han sido liberadas desde los 1980s, también hacen uso de la música de fondo y actores de voz para ayudar a conducir en la narrativa. 
Aun así, diferente a la mayoría de los cómics animados Occidentales: 
- Las novelas visuales sólo ocasionalmente hacen uso de movimiento en-escena (ejemplo, una parte del cuerpo moviéndose dentro de una escena por lo demás estática).
- Las novelas visuales, mientras hacen uso de actores de voz, también proporcionan diálogo a través de las cajas de diálogo - normalmente superpuestos en el fondo de la pantalla.
- Los personajes de las novelas visuales son normalmente representados a través de gráficos sprites superpuestos a un fondo genérico; diseños de personajes más detallado y los fondos son típicamente reservados para acontecimientos y escenas claves en la narrativa.
- La mayoría de las novelas visuales son contenidos originales y son adaptadas para tal fin, más que adaptaciones de, manga o anime.
- Las novelas visuales tampoco pueden ser un poco de películas interactivas o mucho más de juegos de aventura interactivos, con controles en las cajas de diálogo para interactuar con el juego.
- Las novelas visuales son también típicamente escritas en una narrativa de primera persona.
- La mayoría de las novelas visuales tienen elecciones de diálogo, branching storylines, y finales múltiples.

## Lista de Proyectos de Cómics animados
- Watchmen: Cómic de movimiento (2008)
- Los Asombrosos X-Men (2009)
- Batgirl: Año Uno (2009)
- Superman: Hijo Rojo (2009)
- Mujer Araña (2009)
- Jonah Hex (2010)
- Pantera negra (2010)